# Rafael Ayala y Ayala
Rafael Ayala y Ayala (* 25. Oktober 1913 in Coatepec de Harinas, Mexiko; † 5. Juli 1985) war ein mexikanischer Geistlicher und Bischof von Tehuacán.

## Leben
Rafael Ayala y Ayala empfing am 30. Mai 1942 das Sakrament der Priesterweihe.
Am 18. Juni 1962 ernannte ihn Papst Johannes XXIII. zum Bischof von Tehuacán. Der Erzbischof von Puebla de los Ángeles, Octaviano Márquez y Tóriz, spendete ihm am 2. September desselben Jahres die Bischofsweihe; Mitkonsekratoren waren der Erzbischof von Antequera, Fortino Gómez León, und der Bischof von Tlaxcala, Luis Munive Escobar.